# Бусурин, Сергей Владимирович
Сергей Владимирович Бусурин — экс-мэр Великого Новгорода (3 декабря 2018 года — 27 марта 2022 года).

## Биография[1]
Cергей Бусурин родился 28 августа 1977 года в п.Сошники Вичугского района Ивановской области. В Великом Новгороде живёт и работает с 1999 года.

### Образование
В 1999 году закончил Ивановский государственный химико-технологический университет, в 2007 году — Московский Российский государственный гуманитарный университет.

### Работа
С 1999 года по 2018 год работал на предприятии ПАО «Акрон»:
с 1999 года по 2002 год — аппаратчик производства аммиачной селитры 5, 6 разряда цеха аммиачной селитры
с 2002 года по 2006 год — начальник смены цеха аммиачной селитры
с 2006 года по 2008 год — заместитель начальника цеха аммиачной воды, жидкой углекислоты, наполнения баллонов
с 2008 года по 2009 год — начальник центра промышленно-санитарного контроля
с 2009 года по 2011 год — начальник цеха аммиачной воды, жидкой углекислоты, наполнения баллонов
с 2011 года по 2012 год — главный специалист по организации управления производством и социальными проектами
с 2012 года по 2018 год — управляющий по социальному и административно-хозяйственному обеспечению
Депутат Новгородской областной Думы V, VI созывов
Назначен на должность мэра Великого Новгорода, Главы Администрации Великого Новгорода на основании решения конкурсной комиссии по отбору кандидатур на должность Главы городского округа Великий Новгород 22 ноября 2018 г. Дата вступления в должность — 3 декабря 2018 года.
14 марта 2022 года подал в думу Великого Новгорода заявление о досрочной отставке с поста мэра.
25 марта 2022 года депутаты приняли заявление Сергея Бусурина о досрочной отставке, его полномочия прекращены с 27 марта 2022 года.

### Семья
Женат, отец троих сыновей

## Награды[1]
- Благодарность Председателя Государственной Думы Федерального Собрания РФ
- Знак «1150-летие зарождения российской государственности»
- Благодарность за участие в изобретательской и рационализаторской деятельности
- Поощрение за рационализаторское предложение
- Благодарность и звание «Ветеран труда предприятия»
- Благодарственное письмо Губернатора Новгородской области